# Stockschwämmchen
Die Stockschwämmchen (Kuehneromyces) sind eine Pilzgattung aus der Familie der Träuschlingsverwandten (Strophariaceae).

## Merkmale
Die Stockschwämmchen sind kleine bis mittelgroße Blätterpilze mit bräunlich-gelblichen, schwach gebuckelten, dünnfleischigen Hüten. Die Huthaut ist kahl, fettig glänzend und hygrophan (feucht fleckig werdend). Die hellbräunlichen Lamellen sind etwas herablaufend oder breit angewachsen, sie stehen niemals frei. Der Stiel steht zentral, er kann schuppig oder glatt sein und kann einen häutigen, dauerhaften Ring besitzen (Gemeines Stockschwämmchen) oder ringlos sein (seltener mit Ringresten) (Glattstieliges Stockschwämmchen). Das Sporenpulver ist braun, die Sporen sind ellipsoid-abgestutzt und besitzen einen Keimporus. Im Lichtmikroskop erscheinen die Sporen glatt, ihre feinen Warzen sind nur mit Hilfe eines Elektronenmikroskopes zu erkennen. Die Fruchtkörper wachsen büschelig und „gesellig“.

## Ökologie
Die Stockschwämmchen sind saprobiontische Holzbewohner, die auf Laub- und seltener Nadelholz wachsen.

## Arten
In Europa kommen zwei Arten der Gattung vor.
- Glattstieliges Stockschwämmchen (Kuehneromyces lignicola)
- Gemeines Stockschwämmchen (Kuehneromyces mutabilis)

Auch das Japanische Stockschwämmchen (heute als Pholiota nameko zu den Schüpplingen gezählt) wurde eine Zeitlang in diese Gattung gestellt.

## Systematik und Namen
Die Gattung ist sehr nahe verwandt mit der Gattung der Schüpplinge (Pholiota) und wird von manchen Autoren dieser zugerechnet. Der wissenschaftliche Gattungsname ehrt den französischen Lehrer und Mykologen Robert Kühner (1903–1996).

## Bedeutung
Das Gemeine Stockschwämmchen ist ein beliebter Speisepilz und kann auch auf Holz kultiviert werden. Das Glattstielige Stockschwämmchen ist ungenießbar.
Verwechslungsgefahr besteht mit dem tödlich giftigen Gift-Häubling (Galerina marginata).